# Vanadyl(V) nitrat
Vanadyl(V) nitrat, còn được gọi dưới nhiều tên gọi khác là vanadi oxytrinitrat hoặc vanadi oxynitrat là một hợp chất của nguyên tố vanadi, với trị số oxy hóa là +5 và các nhóm nitrat và oxy. Công thức hóa học của hợp chất này là VO(NO3)3 và có cấu tạo thành phần là dinitơ pentoxit và vanadi(V) oxit. Nó cũng là một hợp chất thuộc nhóm chất nitrating, thường thêm các nhóm nitơ vào các hợp chất thơm như benzen, phenol, clorobenzen, anisole, acetanilide, axit benzoic, etyl benzoat và toluen.